# Jörgen Smit
Jörgen Smit (ur. 21 lipca 1916 w Bergen, zm. 10 maja 1991 w Arlesheim) – norweski nauczyciel, wykładowca, mówca i publicysta przede wszystkim w ramach ruchu szkół Rudolfa Steinera oraz Towarzystwa Antropozoficznego. Działał również jako sekretarz generalny Towarzystwa Antropozoficznego w Norwegii, był współzałożycielem seminarium im. Rudolfa Steinera w Järna oraz członkiem zarządu głównego Towarzystwa Antropozoficznego przy Goetheanum.

## Życiorys
Jörgen Smit dorastał jako drugi z siedmiu synów w Bergen, a w późniejszych latach w Oslo. Ukończył filologię klasyczną z językiem starogreckim w Oslo i Bazylei. W latach 1941–1965 pracował jako nauczyciel w szkole Rudolfa Steinera w Bergen. Obok swojej działalności nauczycielskiej już w młodym wieku zajął się prowadzeniem wykładów o szerokim zakresie tematycznym, najczęściej jednak związanym z antropozofią i pedagogiką waldorfską. W latach 1966–1975 miał znaczny wkład w powstanie seminarium im. Rudolfa Steinera w Järna poprzez stworzenie tam seminarium nauczycielskiego. Dzięki współpracy Smita z artystą Arne Klingborgiem, architektem Erikiem Asmussenem oraz przedsiębiorcą Åke Kumlanderem w ciągu zaledwie kilku lat powstało centrum antropozoficzne znacznej wielkości.
W 1975 r. Jørgen Smit został wybrany członkiem zarządu Towarzystwa Antropozoficznego w Dornach, gdzie dodatkowo nadzorował prace Sekcji Młodzieżowej, a w późniejszych latach także Sekcji Pedagogicznej. Ponad połowa przeprowadzonych przez niego za życia 4889 wykładów miała miejsce w ciągu ostatnich 16 lat spędzonych przed śmiercią w 1991 r. w Dornach. Ze swoimi wykładami Jørgen Smit zjechał wszystkie kontynenty, jednakże najwięcej z nich odbyło się w Europie. Dzieła, które ukazały się drukiem to głównie transkrypcje jego wykładów.

## Twórczość (w języku niemieckim)
- Die Auswirkung der Anthroposophie auf verschiedenen Fachgebieten und ihr Verhältnis zur Anthroposophischen Gesellschaft. Natura, Arlesheim 1980
- Geistesschulung und Lebenspraxis. Die Grundstein-Meditation als Zukunftsimpuls. Verlag am Goetheanum, Dornach 1987, ISBN 3-7235-0444-2
- Der Ausbildungsalltag als Herausforderung. Verlag am Goetheanum, Dornach 1989, ISBN 3-7235-0556-2
- Der werdende Mensch. Zur meditativen Vertiefung des Erziehens. Freies Geistesleben, Stuttgart 1989, ISBN 3-7725-0946-0
- Soziales Üben. Verlag am Goetheanum, Dornach 1990, ISBN 3-7235-0560-0
- Meditation und Christus-Erfahrung. Wege zur Verwandlung des eigenen Lebens. Freies Geistesleben, Stuttgart 1990, ISBN 3-7725-1055-8
- Erkenntnisdrama in der Gegenwart. Goethes Faust. Verlag am Goetheanum, Dornach 1991, ISBN 3-7235-0594-5
- Jugend-Anthroposophie. Verlag am Goetheanum, Dornach 1992, ISBN 3-7235-0664-X
- Lebensdrama – Mysteriendrama. Zu Rudolf Steiners Mysteriendramen. Verlag am Goetheanum, Dornach 1993, ISBN 3-7235-0698-4
- Die gemeinsame Quelle von Kunst und Erkenntnis. Verlag am Goetheanum, Dornach 1999, ISBN 3-7235-1043-4